# شيلخوف
شيلخوف (بالروسية: Шелехов) هي إحدى مدن روسيا في الكيان الفدرالي الروسي إركوتسك أوبلاست.

## توأمة
لشيلخوف اتفاقيات توأمة مع:
- نومي